# Tabasco Hoy
Tabasco Hoy es el periódico diario de mayor circulación y prestigio en el estado de Tabasco, con sede en Villahermosa, cobertura regional (los municipios circunvecinos de Chiapas, Veracruz y Campeche) y que circula con formato tabloide.
Fue fundado el 1 de diciembre de 1987 por el periodista Luis C. Márquez. Actualmente su director general es su hijo, Miguel Cantón Zetina. 
Tabasco Hoy forma parte de un grupo de medios que incluye los diarios Campeche Hoy, fundado en julio de 2008, con sede en la ciudad de Campeche; Carmen HOY (con sede en Ciudad del Carmen, Campeche) Quintana Roo Hoy (antes La Voz de Quintana Roo), con sede en la Ciudad de Cancún fundado en 2015 y El Criollo, diario de corte policiaco que se distribuye en Villahermosa.
Asimismo, este grupo de medios incluye las estaciones radiofónicas Conexión 90.9 FM de Villahermosa, Oye 99.9 FM de  Emiliano Zapata, Tabasco, La Z de Macuspana, en el 850 de amplitud modulada, además de la revista Quehacer Político, dirigida en calidad de "préstamo" por Engelberto Esquerra Aragón.

## Presencia en internet
El sitio de internet Tabasco Hoy.comhttp://www.tabascohoy.com/nota/378256  fue el primero de un medio o empresa en el estado de Tabasco que comenzó a ofrecer información en "tiempo real", a mediados de 2006, imitando los portales de noticias de los grandes diarios tanto en México como en otros países. 
Otra particularidad del sitio es que sus notas informativas se encuentran abiertas a los comentarios de los lectores, además de aceptar contribuciones a través de su Blog del Lector.
En el año 2010 promueve la lectura de sus versiones impresas en formato digital de todas sus publicaciones facilitándole a sus suscriptores un abanico amplio de información, con la posibilidad de leer los siete periódicos que publica Grupo Cantón. Consolidándolos en un nuevo sistema integral de noticias, la Edición Impresa Digital (EID). Desde donde podrán enterarse del acontecer informativo del sureste con los periódicos Tabasco Hoy, Criollo, Campeche Hoy, Carmen Hoy, Quintana Roo Hoy (antes la Voz de Quintana Roo) y Wey! Y la información que se origina en centro de México con el diario Basta!
Miguel Cantón Zetina, director general de Tabasco HOY y cabeza de Grupo Cantón, es un empresario tabasqueño visionario, que siempre ha apostado a los avances tecnológicos, prueba de ello fue la reciente inauguración del Centro de Monitoreo Digital de Grupo Cantón.
Debido a la dinámica tecnológica que se vive en los medios de comunicación digital, el director materializó el Departamento de Internet en el nuevo Centro de Monitoreo, mediante el cual se revisa la información que es tendencia en nuestra entidad, país y el mundo.
Esta innovadora área que fue inaugurada el jueves 16 de enero del 2017, está integrado por un grupo de profesionales.
A través de sus diferentes plataformas digitales, web, Twitter, Facebook, Youtube e Instagram, los internautas pueden estar informados las 24 horas.
Inclusión a la plataforma digital de lectura e interacción más importante del mundo con más de 6 mil 500 publicaciones en América y Europa, se fortalece en el Sureste mexicano con Grupo Cantón Medios & Turismo, cuyas publicaciones llegarán, por medio de esta mancuerna estratégica, a más de 120 países del orbe.
Sin embargo, el alcance tecnológico de las herramientas que PressReader ofrece a las empresas de comunicaciones más prestigiosas y consolidadas, permite no solamente la colaboración de lectura de contenido a nivel global, sino que es también una herramienta potente de comunicación de marca y asignación de valor añadido para todos los clientes de Grupo Cantón.
Grupo Cantón Medios & Turismo, es la empresa de comunicaciones más importante del sureste mexicano, consolidada y con 30 años de experiencia en medios impresos, es a su vez, por medio de sus redes sociales, una poderosa plataforma de interacción que informa en tiempo real a sus miles de lectores llevando hasta ellos las marcas de su preferencia.
Gracias al apoyo de más de 1 millón de usuarios que integran la gran #ComunidadTH, Tabasco HOY y Grupo Cantón se consolidan como líderes en comunicación de noticias en el sureste a través de las redes sociales.
De esta #ComunidadTH, la integran 927 mil 701 seguidores de Facebook, 263 mil 698 de Twitter y 68 mil 222 seguidores en Instagram que lo han posicionado en un ranking privilegiado en el estado de Tabasco.
El pasado 27 de febrero de 2017, su Fanpage de noticias logró posicionarse como número uno a nivel sureste, gracias a los más de 500 mil likes de los seguidores, Tabasco HOY se erige como la comunidad informativa más grande del sureste del país.
Una fanpage que mantiene un alcance mensual de más de 11 millones de personas, liderazgo que nació en hace más de seis años. Una comunidad que mantiene el interés de las 32 entidades del país, con un público creciente en Estados Unidos, Centroamérica y Sudamérica. 

Cobertura de www.tabascohoy.com
Un proyecto tecnológico que nació en la mente de Miguel Cantón Zetina en el 2000 con el lanzamiento del sitio web de Tabasco HOY, que en sus primeros inicios alcanzaba al día 180 mil visitas, HOY se ha consolidado como el medio electrónico más importante en el estado y a nivel sureste, logrando diariamente la visita de medio millón de internautas que se informan en tiempo real.

## Casos de libertad de expresión
Durante 2007, la asociación civil con sede en París, Reporteros Sin Fronteras, ha informado que México es uno de los países más peligrosos para el ejercicio del periodismo, de hecho, el más peligroso después de Irak.
- Uno de los casos documentados de probables agresiones a periodistas es el del reportero del diario Tabasco Hoy, Rodolfo Rincón Taracena , desaparecido el 20 de enero de 2007, presumiblemente por causas relacionadas al ejercicio de su profesión. Días antes de desaparecer, Rincón había publicado reportajes sobre la venta de drogas al menudeo en la ciudad de Villahermosa.

La Procuraduría del estado de Tabasco abrió una investigación sobre el paradero de Rincón, pero hasta la fecha no se ha esclarecido si se trató de un crimen.
- La madrugada del sábado 26 de mayo de 2007, una cabeza humana cercenada fue dejada a las puertas de las oficinas del diario  Tabasco Hoy en Villahermosa. La policía determinó que la parte humana pertenecía a un delegado municipal que había sido asesinado un día antes.

El abandono de la cabeza de un ejecutado fue visto como un acto intimidatorio contra el diario y contra la libertad de expresión en general. Al paso de los días, el caso mereció una recomendación por parte de la Comisión Nacional de Derechos Humanos (CNDH) de México, la cual llamaba a las autoridades estatales y federales a garantizar la seguridad del personal del diario.
Este hecho sangriento fue parte de una serie de asesinatos contra autoridades y policías que se dio en el estado de Tabasco durante los meses de marzo, abril, mayo y junio, la cual analistas consideran como parte de la reacción del crimen organizado, en especial del narcotráfico contra las acciones de combate por parte de las fuerzas de seguridad del país.